# 1595
1595 (MDXCV) byl rok, který dle gregoriánského kalendáře započal nedělí.

## Události
- Täyssinský mír mezi Švédskem a Ruskem, švédské (finské) hranice se posunuly na východ a sever
- Alvaro de Mendaña de Neyra jako první Evropan objevil Cookovy ostrovy
- Osmanská říše ovládla Bukurešť
- 2. výprava Willema Barentse za nalezením severovýchodních průjezdu do Asie
- Francis Drake vydrancoval Caracas
- Mehmed III. vystřídal na tureckém trůnu Murada III.
- První písemná zmínka o tom, že se ve vesnici Dejvice při příležitosti svátku sv. Matěje konal na návsi trh a zároveň odtud vyšla pouť ke kostelu sv. Matěje. Tato pouť se díky načasování (první jarní pouť) stala jednou z nejoblíbenějších poutí v Praze.

### Probíhající události
- 1562–1598 – Hugenotské války
- 1568–1648 – Osmdesátiletá válka
- 1568–1648 – Nizozemská revoluce
- 1585–1604 – Anglo-španělská válka
- 1590–1600 – Povstání Jang Jing-lunga
- 1592–1598 – Imdžinská válka
- 1593–1606 – Dlouhá turecká válka

## Narození
Česko
- 13. června – Jan Marcus Marci, český lékař a fyzik († 10. dubna 1667)
- 2. října – Pavel Konopeus, augustiniánský řeholník, zakladatel tiskárny v České Lípě († 12. října 1635)

Svět
- 22. ledna – Jiří Rudolf Lehnický, kníže lehnický, volovský a goldberský, vrchní slezský hejtman († 14. ledna 1653)
- 24. února – Maciej Kazimierz Sarbiewski, polský básník, člen jezuitského řádu († 2. dubna 1640)
- 5. dubna – John Wilson, anglický skladatel, zpěvák a loutnista († 22. února 1674)
- 6. dubna – Pieter de Molyn, nizozemský malíř († 23. březen 1661)
- 24. dubna – Juraj Pohronec-Slepčiansky, slovenský arcibiskup, uherský primas († 14. ledna 1685)
- 9. června – Vladislav IV. Vasa, polský král († 20. května 1648)
- 3. listopadu – Jiří Vilém Braniborský, braniborský markrabě, kurfiřt a pruský vévoda († 1. prosince 1640)
- 4. prosince – Jean Chapelain, francouzský básník († 22. února 1674)
- ? – Bohdan Chmelnický, kozácký hejtman, zakladatel prvního státu kozáků († 6. srpna 1657)
- ? – Daniel Fröhlich, slovenský matematik, astronom a geograf († 24. dubna 1648)
- ? – Wu Ping, čínský dramatik a úředník († 1648)

## Úmrtí
- 2. ledna – Barbora Braniborská, braniborská markraběnka a lehnicko-břežská kněžna z rodu Hohenzollernů (* 10. srpna 1527)
- 16. ledna – Murad III., osmanský sultán (* 4. července 1546)
- 24. ledna – Ferdinand II. Tyrolský, rakouský arcivévoda, místodržitel v českých zemích a tyrolský hrabě (* 14. června 1529)
- 2. února – Štěpán I. Hluchý, moldavský kníže (* ?)
- 12. února – Arnošt Habsburský, rakouský arcivévoda, syn císaře Maxmiliána II. (* 15. července 1553 )
- 25. dubna – Torquato Tasso, italský básník (* 11. března 1544)
- 26. května – Svatý Filip Neri, italský mnich (* 21. července 1515)
- 23. června – Thoinot Arbeau, francouzský hudební skladatel (* 17. března 1519)
- 29. června – Kateřina Renata Habsburská, rakouská arcivévodkyně, dcera Karla II. Štýrského (* 4. ledna 1576)
- 24. srpna – Thomas Digges, anglický matematik a astronom (* 1546)
- 26. srpna – Antonín I. Portugalský, portugalský král (* 1531)
- 6. prosince – Ekard ze Schwoben, opat kláštera na Velehradě, (* 1560)

## Hlavy států
- České království – Rudolf II.
- Svatá říše římská – Rudolf II.
- Papež – Klement VIII.
- Anglické království – Alžběta I.
- Francouzské království – Jindřich IV.
- Polské království – Zikmund III. Vasa
- Uherské království – Rudolf II.
- Osmanská říše – Murad III., po jeho smrti Mehmed III.
- Perská říše – Abbás I. Veliký